# Benjamin Le Montagner
Benjamin Le Montagner, nacido el 16 de junio de 1988 en Léhon (Côtes-du-Nord), es un ciclista francés, miembro del equipo Bretagne-Séché Environnement desde 2013. Su hermano Maxime es también profesional y forma parte del equipo Véranda Rideau-Super U desde 2012.

## Biografía
En 2012, ganó la primera etapa del Tour de Bretaña superando a Eugenio Alafaci y terminó segundo en la tercera etapa. Después participó en el Kreiz Breizh Elites donde consiguió un segundo y tercer puesto en dos etapas.

## Palmarés
2012 (como amateur)
- 1 etapa del Tour de Bretaña